# Прибой (Татарстан)
 Прибо́й  — посёлок в Зеленодольском районе Татарстана. Входит в состав Нурлатского сельского поселения.

## География
Находится в западной части Татарстана на расстоянии приблизительно 22 км на юг от районного центра города Зеленодольск в правобережной части района у речки Аря.

## История
Основан в 1920-х годах.

## Население
Постоянных жителей было в 1938—181, в 1949—138, в 1958—111, в 1970—131, в 1979 — 82, в 1989 — 57. Постоянное население составляло 59 человек (русские 95 %) в 2002 году, 54 в 2010.